# Dawid Wdowiński

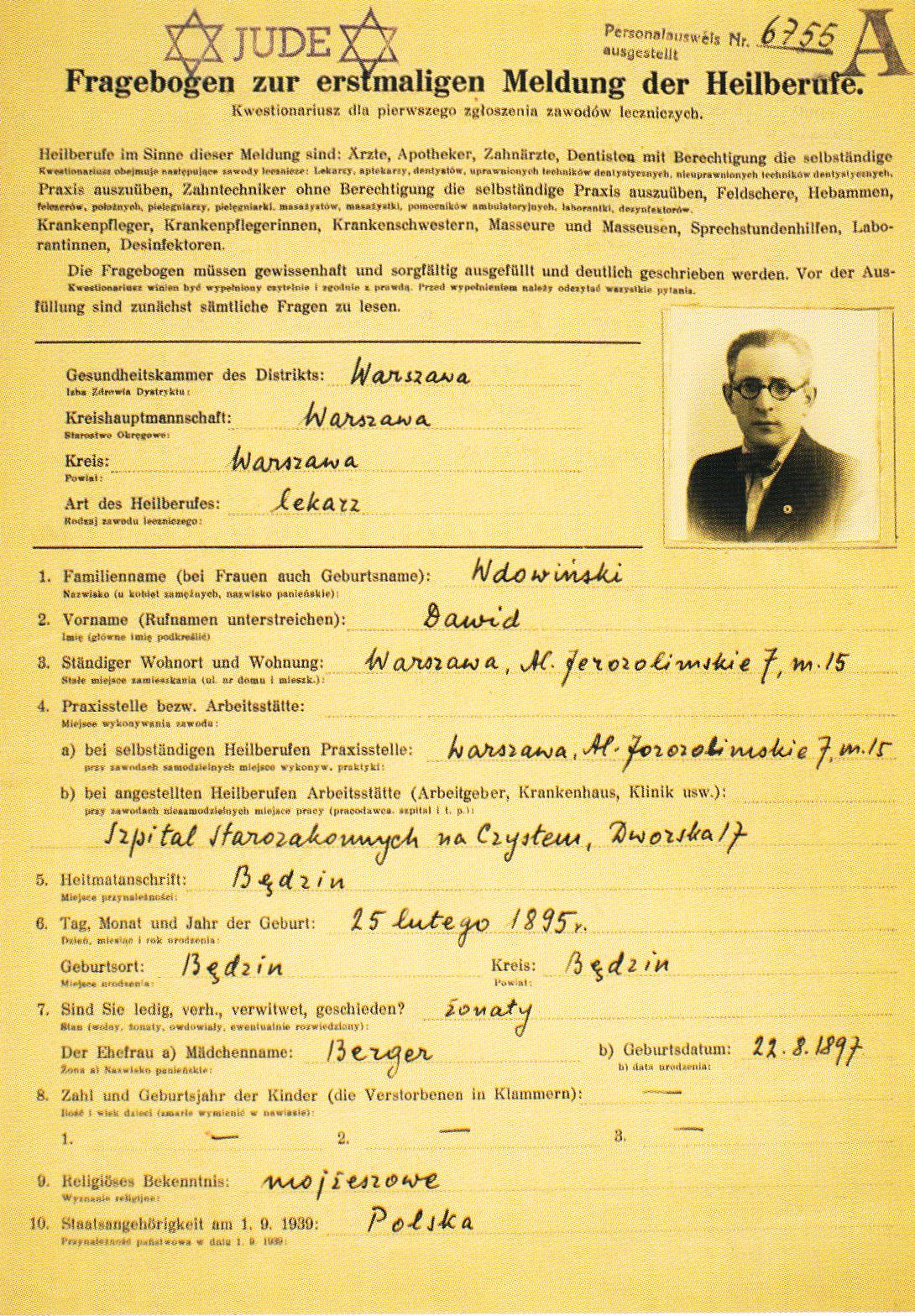
Dawid Wdowińskis Fragebogen zur erstmaligen Meldung der Heilberufe.

Dawid Wdowiński (* 25. Februar 1895 in Będzin; † 1970) war ein polnischer Neurologe und Psychiater, Mitglied der jüdischen rechten Organisation Hatzohar, laut einiger Quellen Mitgründer und Vorsitzender des Jüdischen Militärverbandes (pol. Żydowski Związek Wojskowy, kurz ŻZW) und Teilnehmer und einer der Anführer des Aufstandes im Warschauer Ghetto.

## Leben
Wdowiński war Sohn von Jezajasz Wdowiński und Maria, geb. Pałasznicka.
In der Zwischenkriegszeit war er Chef der revisionistisch-zionistischen Partei in Polen: Polska Partia Syjonistyczna. Zusammen mit den ehemaligen Offizieren jüdischer Herkunft der Streitkräften der Republik Polen (Wojsko Polskie) und den jüdischen politischen Aktivisten: Dawid Moryc Apfelbaum, Józef Celmajster, Henryk Lifszyc, Kałmen Mendelson, Paweł Frenkel und Leon Rodal initiierte Wdowiński den Aufstand des Jüdischen Militärverbandes im Jahre 1939.
Nach dem Ausbruch des Aufstandes und dem Tod von Dawid Apfelbaum, Paweł Frenkel und Leon Rodal war Wdowiński wahrscheinlich der letzte Kommandant des Aufstandes von der Seite des Jüdischen Militärverbandes. Er war auch einer von zweien, neben Marek Edelman von der Jüdischen Kampforganisation, die den Krieg überlebt haben. Während des Aufstandes wurde Wdowiński nach Lublin deportiert, von wo aus er ins Arbeitslager in Budzyń kam.
1963 erschien in New York City in den USA das Buch von Dawid Wdowiński And we are not saved, in dem der Autor die ganze Wahrheit über die Beteiligung des Jüdischen Militärverbandes im Aufstand im Warschauer Ghetto offenbaren sollte.